# يحيى بن عبد الله بن بكير
أبو زكريا يحيى بن عبد الله بن بكير المخزومي مولاهم، المصري (154 هـ - 231 هـ). أحد العلماء ورواة الحديث عند أهل السنة والجماعة. وكان فقيه القضاء بمصر في زمانه.

## أقوال العلماء فيه
- قال الذهبي: «الإمام، المحدث، الحافظ، الصدوق.»[3] وقال أيضاً: «كان غزير العلم عارفا بالحديث وأيام الناس، بصيرا بالفتوى.»[4]
- وقال ابن عدي: «كان جار الليث بن سعد، وهو أثبت الناس في الليث، وعنده عن الليث ما ليس عند أحد.»[2]
- وقال أبو حاتم الرازي: «يكتب حديثه، كان يفهم هذا الشأن ولا يحتج به»[5]
- وقال النسائي: «ضعيف.»[6]
- وعقّب الذهبي: «كان غزير العلم، عارفا بالحديث، وأيام الناس، بصيرا بالفتوى، صادقا، دينا، وما أدري ما لاح للنسائي منه حتى ضعفه، وقال مرة: ليس بثقة. وهذا جرح مردود فقد احتج به الشيخان، وما علمت له حديثا منكرا.»[3]
- وقال ابن قانع: «مصري ثقة.»[2]
- وقال الزركلي: «راوية للأخبار والتاريخ، من حفاظ الحديث»[7]

## شيوخه وتلاميذه
- شيوخه ومن روى عنهم:

سمع من الإمام مالك «الموطأ» مرات، ومن الليث كثيرا، وبكر بن مضر، وعبد الله بن لهيعة، ويعقوب بن عبد الرحمن القارئ، والمغيرة بن عبد الرحمن الحزامي، وحماد بن زيد، وعبد العزيز بن أبي سلمة الماجشون، وعبد العزيز بن أبي حازم، وهقل بن زياد، وابن وهب، وغيرهم.
- تلاميذه ومن روى عنه:

البخاري، وحرملة، ومحمد بن عبد الله بن نمير، ويحيى بن معين، ويونس بن عبد الأعلى، وسهل بن زنجلة، وأبو بكر الصاغاني، وأبو زرعة الرازي، وبقي بن مخلد، وروح بن الفرج، ويحيى بن أيوب العلاف، ويحيى بن عثمان بن صالح، وأبو حاتم، وخير بن موفق، وأبو الأحوص العكبري، ومالك بن عبد الله بن سيف، وأبو خيثمة علي بن عمرو بن خالد الحراني، وابنه؛ عبد الملك بن يحيى، والحسن بن الفرج الغزي، وخلق سواهم.